# Блювштейн, Софья Ивановна
Со́фья Ива́новна (Шейндля-Сура Лейбовна) Блювштейн (в девичестве  Соломониак; 1 апреля 1846, Повонзки, Варшавская губерния — 1902, пост Александровский, о. Сахалин) — российская преступница-авантюристка еврейского происхождения, известная под кличкой «Сонька-Золотая Ручка».

## Биография
Точных сведений о жизни Софьи (Сони) Соломониак-Блювштейн-Штендель нет, так как своё собственное жизнеописание она в значительной мере фальсифицировала. По официальным судебным документам, знаменитая авантюристка родилась в местечке Повонзки Варшавской губернии в 1846 году. Однако при крещении по православному обряду в 1899 году она указала местом и датой рождения город Варшаву, 1851 год. Получила образование, знала несколько иностранных языков. Обладала даром артистизма и театрального перевоплощения.
Замужем была несколько раз, последним официальным мужем был карточный шулер Михаил (Михель) Яковлевич Блювштейн, от которого она имела двух дочерей. Занималась кражами и мошенничествами, приобретшими известность благодаря авантюрному компоненту, склонности к мистификации и театральной смене облика аферистки. Среди использованных ею на протяжении жизни фамилий были Розенбад, Рубинштейн, Школьник и Бринер (или Бренер) — фамилии мужей.
В 1860—1870-х годах занималась преступной деятельностью в крупных российских городах и в Европе. Неоднократно задерживалась полицией разных государств, однако без серьёзных последствий.
В 1879 году как румынская подданная была выслана из Российской империи.
В 1880 году в Одессе за крупное мошенничество была арестована, этапирована в Москву. После судебного процесса в московском окружном суде 10—19 декабря того же года была сослана на поселение в отдалённейшие места Сибири. Местом ссылки была определена глухая деревня Лужки в Иркутской губернии. Летом 1885 года совершила побег с места ссылки.
После этого она совершила ряд крупных имущественных преступлений в губернских городах России. Особенно известно похищение ею драгоценностей у ювелира Карла фон Меля. Сначала она явилась к известному психиатру и заявила, что её муж сошёл с ума: он буквально помешан на драгоценностях. В связи с этим она просила разрешения привести его на консультацию и при необходимости госпитализировать в психиатрическую клинику. Затем она явилась к Карлу фон Мелю, представилась ему женой психиатра, выбрала кольца и брошь с бриллиантами, но сказала, что заплатить за них сразу не может, так как все деньги у мужа, и попросила принести драгоценности домой, указав адрес психиатра, которого она посетила до этого. Когда Карл фон Мель явился в дом психиатра, то мошенница забрала драгоценности и попросила ювелира зайти в кабинет «мужа». Затем она скрылась, а требовавшего платы ювелира сочли безумным, скрутили и отвезли в психбольницу.
10 декабря 1885 году в Смоленске вместе с дочерью Софья была схвачена полицией. За крупные кражи и мошенничество была приговорена к трём годам каторжных работ и сорока ударам плетьми.
Но 30 июня 1886 года она бежала из Смоленского тюремного замка вместе с надзирателем Петром Михайловым. Поймать их удалось через четыре месяца «воли» в Нижнем Новгороде, и теперь уже за побег и новые преступления она была вновь осуждена и отправлена в 1888 году из Одессы пароходом на каторжные работы в пост Александровский Тымовского округа на острове Сахалин (ныне Александровск-Сахалинский Сахалинской области) , где после двух попыток побега была закована в кандалы. Всего совершила три попытки побега с сахалинской каторги. Подвергалась телесным наказаниям по решению тюремной администрации.
В 1890 году с ней встретился Антон Чехов, оставивший описание каторжанки Софьи Блювштейн в книге «Остров Сахалин»:
Это маленькая, худенькая, уже седеющая женщина с помятым, старушечьим лицом.
На руках у неё кандалы: на нарах одна только шубейка из серой овчины, которая служит ей и тёплою одеждой и постелью.
Она ходит по своей камере из угла в угол, и кажется, что она всё время нюхает воздух, как мышь в мышеловке, и выражение лица у неё мышиное. Глядя на неё, не верится, что ещё недавно она была красива до такой степени, что очаровывала своих тюремщиков…
После освобождения в 1898 году Сонька-Золотая Ручка осталась на поселении в Имане (ныне Дальнереченск) в Приморском крае. Но уже в 1899 году выехала в Хабаровск, а затем вернулась на остров Сахалин в пост Александровский.
В июле 1899 года была крещена по православному обряду, наречена именем Мария.
По некоторым данным, незадолго до смерти Софья познакомилась и сожительствовала с неким Николаем Богдановым, тоже ранее отбывавшим наказания за различные преступления, утверждали, что он сильно избивал её и она попыталась убежать от него в лес. Софья Блювштейн умерла от простуды в 1902 году, о чём свидетельствует сообщение тюремного начальства, и была похоронена на местном кладбище в Александровском посте.
На 1-м участке Ваганьковского кладбища в Москве есть могила, приписываемая Соньке Золотой Ручке, каждый год на неё приносят цветы и монеты разные люди, в основном преступники, пытаясь таким образом показать уважение знаменитой воровке и получить её заступничество и покровительство.
Ещё одна легенда — побег и эмиграция в Соединённые Штаты Америки. В книге М. Е. Вильчура о российской эмиграции в Америке (1918 год) говорится о том, что Сонька-Золотая Ручка находится «среди уголовных достопримечательностей Нью-Йорка» и якобы живёт как «добродетельная домовладелица» на Ист-Сайде, склонившись с годами «к религиозному ханжеству».

## Дети
Известно о трёх дочерях Софьи Блювштейн и сыне:
- Сура-Ривка Исааковна (урождённая Розенбад) (род. 1865 г.) — покинута матерью, осталась на попечении отца, Исаака Розенбада, в г. Повонзки Варшавской губернии, судьба неизвестна.
- Табба Михайловна (урождённая Блювштейн) (род. 1875 г.) — актриса оперетты в г. Москве.
- Михелина Михайловна (урождённая Блювштейн) (род. 1879 г.) — актриса оперетты в г. Москве.

## В искусстве
- 1908 — рассказ Романа Антропова «Золотая ручка» из серии «Гений русского сыска И. Д. Путилин».
- 1915 — немой фильм «Сонька — Золотая Ручка» (оригинальное название «Приключения знаменитой авантюристки Софии Блювштейн») режиссёров Владимира Касьянова и Юрия Юрьевского. Роль Софьи Блювштейн сыграла Нина Гофман. Фильм сохранился без надписей. Негатив хранится в Госфильмофонде России.
- 1999 — Образ использован Борисом Акуниным в детективном романе «Пиковый валет».
- 2002 — «Золотая Ручка», муз. и сл. — В. Исетский, исп.: Таня Тишинская. Альбом «Волчица».
- 2007 — Группа «Bad Balance» посвятила «Соньке — Золотой Ручке» песню в альбоме «Легенды гангстеров».
- 2007 — российский телесериал «Сонька — Золотая Ручка» режиссёра Виктора Мережко. Главную роль сыграла Анастасия Микульчина. Фильм не претендует на документальную достоверность.
- 2007 — Любовь Успенская исполняет песню, под названием «Сонька» на слова Виктора Мережко и музыку Дмитрия Смирнова.
- 2010 — телесериал «Сонька. Продолжение легенды» режиссёра Виктора Мережко. В главной роли Анастасия Микульчина. Продолжение гипотетической истории о жизни знаменитой аферистки и несчастной женщины с 1905 года.
- 2013 — телесериал «Петля времени» режиссёра Георгия Ильина, 2-я серия. В роли Соньки — Лиана Ермакова.
- 2014 — Сонька является персонажем второго плана в манге Golden Kamuy. Здесь она представлена идейной революционеркой, организатором убийства Александра II, промышляющей воровством и мошенничеством для спонсирования своей ячейки. По этой версии, она бежала из-под заточения, а не скончалась в 1902.
- 2020 — часть спектакля Дмитрия Крымова "Все тут." в Школе современной пьесы посвящена встрече Антона Чехова с Сонькой во время его поездки на Сахалин. Роль Соньки сыграла актриса Мария Смольникова[11].
- 2020 — японское аниме "золотое божество" 3 сезон
- 2024 — сериал «Плевако» режиссёра Анны Матисон, 3-я серия. В роли Соньки — Лукерья Ильяшенко.
- Помимо того,  упоминается в ряде художественных произведений, например, в романе Ильфа и Петрова "Золотой теленок".